# کبوترخانه رحمانلو
کبوتر خانه رحمانلو مربوط به دوره پهلوی است و در شهرستان عجبشیر، بخش مرکزی، دهستان دیزجرود غربی، روستای رحمانلو واقع شده و این اثر در تاریخ ۷ خرداد ۱۳۸۷ با شمارهٔ ثبت ۲۲۸۵۴ به‌عنوان یکی از آثار ملی ایران به ثبت رسیده است.